# Maïte Roche
Pour les articles homonymes, voir Roche (homonymie).
Maïte Roche est une illustratrice et autrice française spécialiste de livres pour enfants sur la Bible et la religion chrétienne.

## Biographie
Originaire du sud-ouest de la France, Marguerite-Marie Roche est prénommée couramment Maïte, contraction de ses deux prénoms. Elle entreprend d'abord des études de psychologie, puis étudie les beaux arts,.
Mère de famille, elle commence par illustrer la catéchèse pour ses enfants et au sein de sa paroisse, puis écrit et illustre des livres pour transmettre sa foi, notamment La Belle histoire de la Bible, La Belle histoire de Noël, Mon imagier de l'éveil à la foi, Mon petit missel,. Les plus jeunes feuillettent ces petits livres pendant la messe.
Depuis le milieu des années 1990, elle illustre surtout des livres de catéchèse et des albums pour enfants. Son dessin est simple et se veut pédagogique en s’adressant à ceux qui ne savent pas lire. À travers ses illustrations, elle considère qu’elle a pour mission la transmission de la foi auprès des enfants.
Pour La Belle histoire de la Bible, Maïte Roche a œuvré pendant près de deux ans avant de le publier en 2009. La plupart de ses ouvrages sont édités chez Mame, spécialisée dans les livres pour la vie chrétienne.
Elle conçoit aussi et illustre des calendriers de l'Avent, parfois géants comme en décembre 2015 à l'entrée de la cathédrale Saint-Étienne de Limoges sur la miséricorde, dans le cadre du Jubilé de la Miséricorde, ou en décembre 2016 à la basilique de Rocamadour.